# Hafsia Herzi
Hafsia Herzi (Manòsca, 25 de gener de 1987) és una actriu i directora  francesa.
Com a actriu, es va revelar pel seu paper al cinema a La Graine et le Mulet d'Abdellatif Kechiche (2007), que li va valer diversos premis, entre ells el Premi Marcello-Mastroianni del Festival de Cinema de Venècia i el César a la millor actriu revelació.
El 2019 es va estrenar el seu primer llargmetratge com a director: Tu mérites un amour, seguit de Bonne Mère, dos anys després.
El 2022, va dirigir el telefilm La cour.

## Biografia

### Joventut i formació
Hafsia Herzi, d'origen tunisià pel seu pare i algeriana per la seva mare, va néixer el gener de 1987 a Manòsca; és la petita d'una família de quatre fills (dos germans i una germana, Dalila).
Després del divorci dels seus pares, el seu pare es va tornar a casar a Algèria. La seva mare viu a Marsella, on va créixer.

### Debut i revelació (década de 2000)

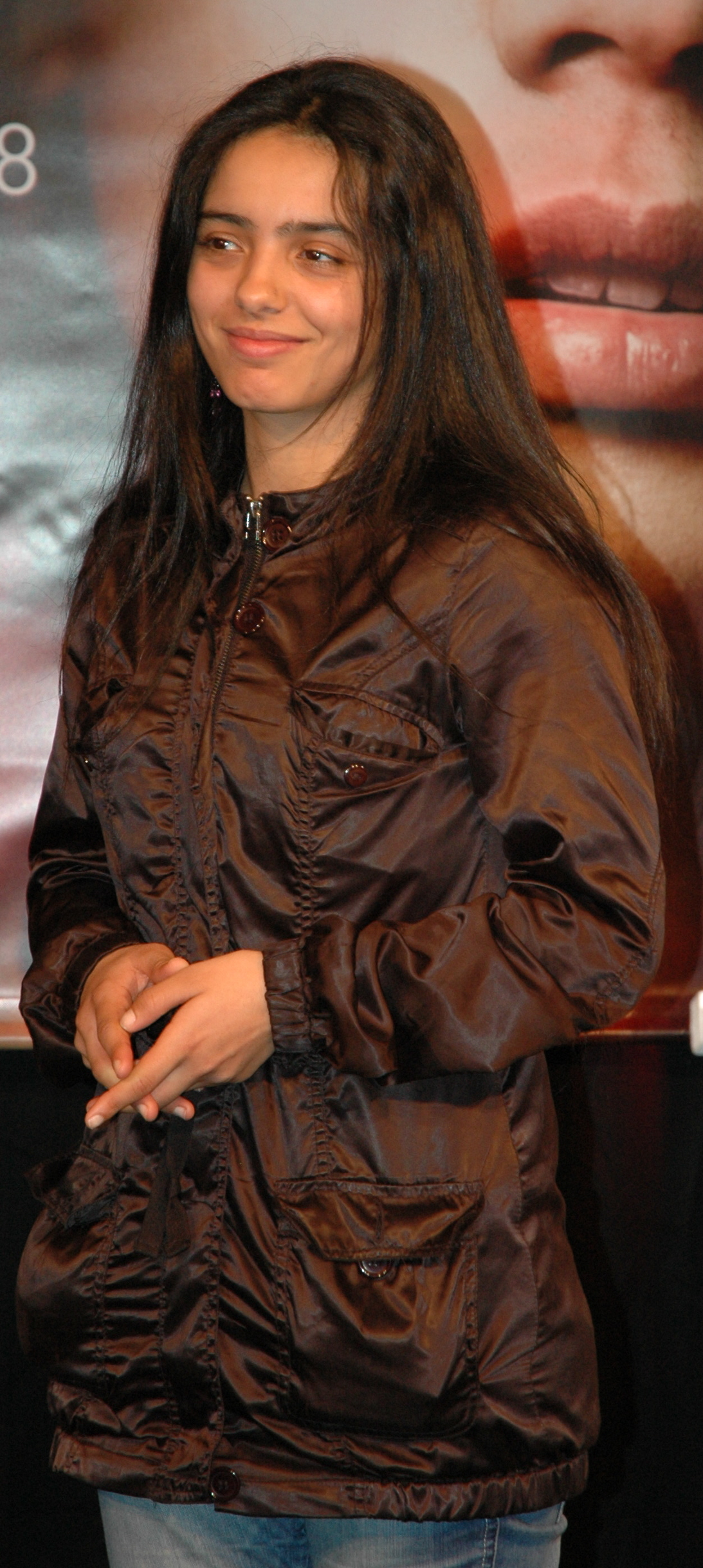
L'actriu a Linz (Àustria) l’abril de 2008.

Als 12 anys, va obtenir un petit paper a Notes sur le titr, una pel·lícula de televisió per a France 3 amb Thomas Jouannet. Després d'algunes aparicions, va intentar, sense èxit, obtenir papers a les sèries Plus belle la vie i Sous le soleil.
El 2005, va aconseguir un dels papers principals a la pel·lícula La Graine et le Mulet d'Abdellatif Kechiche. La pel·lícula li va valer, el 2007, el premi Marcello-Mastroianni ("actor o actriu jove") a la 64a Mostra Internacional de Cinema de Venècia, seguit, el 2008, del César a la millor actriu revelació. En el procés, deixa la seva família per viure sola a París. La seva carrera d'actriu la va portar a interrompre els estudis de dret que havia iniciat després del batxillerat.

Va engreixar 15 kg per interpretar el seu paper a La Graine et le Mulet. L’escena final de dansa oriental va durar cinc dies de rodatge. Al contrari del que va dir durant la seva audició, no sap ballar i ha de prendre lliçons durant la pel·lícula. Ferida, fins i tot balla amb una fèrula:
| « | Va ser dut: per la meva primera pel·lícula vaig haver d'engreixar-me, ho vaig fer perquè tenia algú davant meu que tenia una confiança al 100% en mi. Vaig haver de canviar físicament i ballar. Tenia molta por d'aquesta escena. Sabia que era una escena important i hi havia treballat tant que que n'havia d'estar segur. Va ser molt dur físicament, però estranyament vaig durar més de 45 minuts cada vegada. Fins i tot els professionals de la dansa em van dir que és una bogeria perquè un ballarí balla una hora com a màxim. Però em va portar l'energia i el personatge. Després de filmar vaig dormir una setmana! | » |

Hafsia Herzi minimitza els talents que se li atribueixen: 
| « | Fins a la meva trobada amb Abdel, només havia fet unes quantes actuacions. Vaig veure que tenia confiança en mi, però em vaig preguntar: per què m'ha escollit quan no sé actuar, i no he pres cap lliçó... En retrospectiva, encara que sóc conscient de la feina que he fet, em dic a mi mateixa: per què jo?. | » |

Entre llàgrimes quan va rebre el seu premi d'actuació a Venècia, va declarar: «Un premi important, un reconeixement a tots els esforços que vaig fer per aquesta pel·lícula. El futur? No ho sé, encara estic molt trasbalsada.» Més tard va dir, sobre aquells dos anys abans de rebre el premi: 
| « | Durant les audicions, ningú es va voler creure que jo havia fet un paper principal d'un llargmetratge. Fins i tot vaig sentir menyspreu. Però tinc una ràbia positiva dins meu. He après que has de lluitar per aconseguir el que vols | » |

.

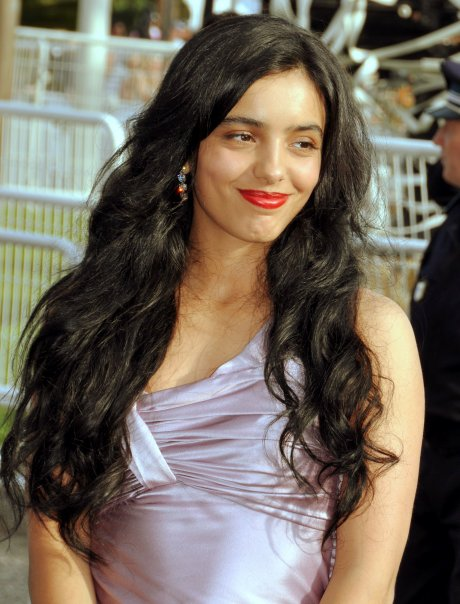
L'actriu va ser escollida per obrir el Festival de Canes 2009.

Com que no havia pres mai cap classe d'interpretació, es va matricular al conservatori. També pren classes de dicció per atenuar el seu accent de Marsella. Aconseguint alguns altres papers, va decidir dedicar-se exclusivament al cinema el 2007. Des de llavors, ha aparegut en diverses produccions: la pel·lícula de televisió Ravages de Christophe Lamotte, Française de Souad El-Bouhati, L'Aube du monde de l'iraquià Abbas Fahdel i Ma compagne de nuit, al costat d'Emmanuelle Béart.

A l'hora de triar guions, 
| « | (…) evito els tòpics. Tot sobre dones maltractades, matrimonis forçats... Això no em preocupa i més aviat vull mostrar una imatge positiva. A Française, la Sofia està passant per coses difícils, però estudia, ho vol.» Li interessa interpretar papers on em puguin anomenar Juliette o Charlotte indiferentment. (...) Perquè sóc sobretot francesa, d'origen magrebí, és clar, no nego absolutament els meus orígens, ans al contrari, també estic contenta de fer papers nord-africans, però m'agrada conèixer-me. gent que té imaginació. | » |

 De vegades s'enfronta a clixés: 
| « | Darrerament, m'han preguntat sobre els suburbis [parisins], tot i que sóc dels districtes del nord de Marsella. No hi té res a veure. O, volen posar-me amb un estil racaille. L'últim va ser un periodista que em va preguntar si estava “integrada”. Integrada en què? Sóc francesa. | » |

El gener de 2008, va aparèixer a la pel·lícula de Francis Huster, Un homme et son chien, al costat de Jean-Paul Belmondo. Al setembre, actua a la pel·lícula d'Alain Guiraudie, Le Roi de l'évasion, en què interpreta a una adolescent (Curly) en una comèdia d' "anticipació". Immediatament va seguir amb la pel·lícula Les Secrets, que el director Raja Amari estava filmant a Tunísia.

### Confirmació i transició a la implementació (any 2010)

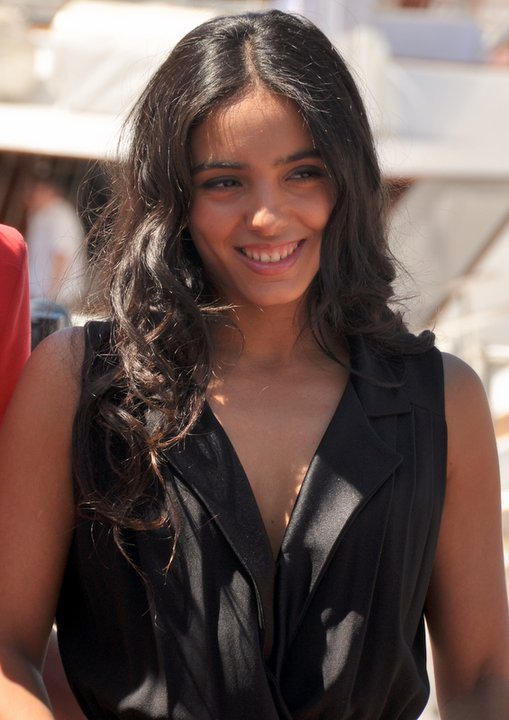
L'actriu a l’estrena de La Source des femmes al estival de Cannes 2011.

El maig de 2011, Hafsia Herzi projecta dues pel·lícules que pertanyen a la selecció oficial del 64è Festival Internacional de Cinema de Canes: L'Apollonide : Souvenirs de la maison close de Bertrand Bonello i La Source des femmes de Radu Mihaileanu. En aquest últim, interpreta al costat d'una altra guanyadora del César a l'actriu més prometedora, Leïla Bekhti.
Actriu consolidada, fa gires amb Emmanuelle Bercot, Caroline Link, Sylvie Verheyde i fins i tot Mehdi Ben Attia. Es retroba amb Abdellatif Kechiche per al díptic Mektoub my love, la primera part del qual Mektoub, My Love: canto uno, es va estrenar el 2017 i la segona  Mektoub, My Love: intermezzo, es presenta al 72è Festival Internacional de Cinema de Canes, però sense llançament oficial.
Després de Le Rodba, un primer curtmetratge fet l'any 2010, Hafsia Herzi torna a passar darrere la càmera el 2019. Aquest primer llargmetratge Tu mérites un amour, es presenta a la Setmana de la Crítica del Festival de Canes. HI interpreta el paper principal, el d'una noia de trenta anys que té dificultats per recuperar-se d'una ruptura amorosa. El 2021 ella dirigieix Bonne mère, el seu segon llargmetratge, presentat a la selecció Un certain regard al Festival de Canes. És un homenatge a la seva pròpia mare i a totes les “mares valentes”, mares que crien soles els seus fills. La pel·lícula està rodada als districtes del nord de Marsella, on la directora va passar la seva infantesa.
El 2024, va actuar a La Prisonnière de Bordeaux de Patricia Mazuy i a Les Gens d'à côté d'André Téchiné, al costat d'Isabelle Huppert en ambdós casos.

## Vida privada
Està casada amb l'antic ciclista Nacer Bouhanni. La parella viu a Nancy i té un fill anomenat Noham.

## Polèmiques
Un conductor de VTC va demandar l'actriu després de rebre una sèrie d'insults per SMS, inclòs un "àrab brut", pels fets ocorreguts durant una cursa el 9 de novembre de 2017. Absolta en primera instància, es va presentar recurs per la fiscalia de la sala audiovisual del jutjat d'apel·lació. L'actriu és jutjada allà el dijous 26 de setembre de 2019 al jutjat de París.
El  13 de novembre de 2019, Hafsia Herzi va ser declarada culpable d'insult racial no públic pel Tribunal d'Apel·lació de París.}}

## Filmografia

### Com actriu
Llargmetratges
- 2007 : La Graine et le Mulet d'Abdellatif Kechiche : Rym
- 2008 : Française de Souad El-Bouhati : Sofia
- 2008 : Un homme et son chien de Francis Huster : Leila
- 2009 : L'Aube du monde d'Abbas Fahdel : Zahra
- 2009 : Le Roi de l'évasion d'Alain Guiraudie : Curly
- 2009 : Les Secrets (Dowaha) de Raja Amari : Aicha
- 2009 : L'Autre vie de Frédéric Zamochnikoff : une amie
- 2010 : Joseph et la Fille de Xavier de Choudens : Julie
- 2011 : Jimmy Rivière de Teddy Lussi-Modeste : Sonia
- 2011 : Le Chat du rabbin de Joann Sfar i Antoine Delesvaux : Zlabya (vru)
- 2011 : La Source des femmes de Radu Mihaileanu : Loubna Esmeralda
- 2011 : Ma compagne de nuit d'Isabelle Brocard : Marine
- 2011 : L'Apollonide : Souvenirs de la maison close de Bertrand Bonello : Samira
- 2012 : Héritage de Hiam Abbass : Hajar
- 2013 : Elle s'en va d'Emmanuelle Bercot : Jeanne
- 2013 : La Marche de Nabil Ben Yadir : Monia
- 2013 : Fugues marocaines (Exit Marrakech) de Caroline Link : Karima
- 2014 : Le Sac de farine de Kadija Leclere : Sarah
- 2014 : Certifiée halal de Mahmoud Zemmouri : Kenza Boukamache
- 2014 : War Story de Mark Jackson : Hafsia
- 2015 : Par accident de Camille Fontaine : Amra
- 2016 : Sex Doll de Sylvie Verheyde : Malika, dite « Virginie »
- 2017 : Des plans sur la comète de Guilhem Amesland : Inès
- 2017 : L'Amour des hommes de Mehdi Ben Attia : Amel
- 2017 : Les Hommes de la nuit d'Abdeslam Kelai : Zahra
- 2017 : Mektoub, My Love: canto uno d'Abdellatif Kechiche : Tata Camélia
- 2018 : Féminin plurielles de Sébastien Bailly : Hafsia Chouchane
- 2018 : Fleuve noir d'Érick Zonca : Chérifa
- 2018 : This Teacher de Mark Jackson : Hafsia
- 2019 : Persona non grata de Roschdy Zem : Iris
- 2019 : Mektoub, My Love: intermezzo d'Abdellatif Kechiche : Tata Camélia
- 2019 : Tu mérites un amour d'elle-même : Lila
- 2021 : Madame Claude de Sylvie Verheyde : Nadège
- 2021 : Sœurs de Yamina Benguigui : Farah
- 2021 : À l'ombre des filles d'Étienne Comar : Jess
- 2022 : Trois nuits par semaine de Florent Gouëlou : Samia
- 2022 : La Gravité de Cédric Ido : Sabrina
- 2023 : Le Ravissement d'Iris Kaltenbäck : Lydia
- 2023 : Borgo de Stéphane Demoustier : Mélissa
- 2024 : Les Gens d'à côté d'André Téchiné : Julia
- 2024 : La Prisonnière de Bordeaux de Patricia Mazuy : Mina

#### Curtmetratges
- 2009 : Les Monologues d'Eye Haïdara : la fille
- 2010 : Paris monopole d'Antonin Peretjatko : Sabrinette
- 2010 : Le Rodba d'elle-même : Aya
- 2012 : Alice de Céline Poncet : Alice
- 2013 : Où je mets ma pudeur de Sébastien Bailly : Hafsia Chouchane
- 2013 : Le Baiser de Jimmy Laporal-Trésor : Elle
- 2014 : Un vrai job de Maryam Khakipour : Safiye
- 2015 : L'Aveugle et la Cardinale de Frédérick Laurent : Julie
- 2015 : Libérable de David Ribeiro : Camélia
- 2015 : Burqanarque de Djanis Bouzyani : Shéhérazade
- 2018 : Le Banc de Mehdi Vandal et Jean-François Taver : Chérifa
- 2021 : Au-delà des murs de Rémi Sogadji : Lina

### Actriu de televisió
- 2002 : Notes sur le rire de Daniel Losset (telefilm)
- 2007 : Ravages de Christophe Lamotte (telefilm) : Merhane
- 2012 : Pour Djamila de Caroline Huppert (telefilm) : Djamila Boupacha
- 2025 : Cimetière indien (série télévisée)

### Directora
- 2010 : Le Rodba (curtmetratge)
- 2019 : Tu mérites un amour
- 2021 : Bonne Mère
- 2022 : La Cour (telefilm)
- 2025 : La Petite dernière

## Teatre
- 2009 : César, Fanny, Marius (Fanny) de Marcel Pagnol, dirigida per Francis Huster, Théâtre Antoine.[21]

## Reconeixements

### Premis
- 64a Mostra Internacional de Cinema de Venècia : Premi Marcello-Mastroianni per La Graine et le Mulet
- César 2008 : César a la millor actriu revelació per La Graine et le Mulet
- Étoiles d'or de cinema francès 2008 : revelació femenina per La Graine et le Mulet
- Lumières de la presse internationale 2008 : Lumière a la revelació femenina per La Graine et le Mulet
- Festival Internacional de Cinema de Dubai 2008: Premi a la millor actriu per Française
- 59è Festival Internacional de Cinema de Berlín: Trofeu Shooting Stars
- Festival de Cinema Francòfon d'Angoulême 2019: 'Tu mérites un amour[22]
- Festival de la fiction TV de La Rochelle 2022 : Millor direcció per La Cour[23]

### Nominacions
- 72è Festival Internacional de Cinema de Canes : selecció a la Setmana de la Crítica per Tu mérites un amour en competició per la Caméra d'or i la Queer Palm
- César 2024 : César a la millor actriu per Le Ravissement